# Сверхзадача
Сверхзада́ча — термин, введённый К. С. Станиславским для обозначения той главной цели, ради которой была написана пьеса, ставится спектакль и создаётся актёрский образ. Термин получил широкое распространение в театральной практике и со временем приобрёл иносказательное значение: высшая цель, которую необходимо достичь.

## Определение
По определению Николая Горчакова, сверхзадача — это «главная идейная задача, цель, ради которой создаётся пьеса, актёрский образ, спектакль». Согласно Станиславскому, актёр, выходя на сцену, выполняет определённую задачу в рамках логики своего персонажа (то есть герой хочет что-то сделать и добивается или не добивается этого). Но при этом каждый персонаж существует в общей логике произведения, заложенной автором. Автор создал произведение в соответствии с какой-то целью, имея какую-то главную мысль. И актёр, помимо выполнения конкретной задачи, связанной с персонажем, должен стремиться донести до зрителя главную мысль произведения, которая и является сверхзадачей.
По сути, «сверхзадачей» является режиссёрский замысел — индивидуальное толкование главной идеи произведения, той цели, ради которой оно было написано, или собственная цель режиссёра, иногда отличная от авторской, в любом случае — та общая задача, ради которой произведение ставится на сцене.

## Характеристики сверхзадачи
Сверхзадача — важный феномен индивидуального художественного творчества. П. В. Симонов выделяет три важных аспекта сверхзадачи:
1. Она связана с гражданской позицией и мировоззрением художника, но не тождественна им.
2. Она зарождается у художника в образном виде и полностью непереводима в понятийный вид, поэтому возможно множественное её толкование.
3. Формируется сверхзадача на неосознаваемом уровне психики, но путь к началу её формирования и её последующая оценка могут лежать в сознании[4].

Коллективное творчество, каковым является создание спектакля, предполагает полностью осознанную режиссёром и ясно сформулированную цель постановки пьесы на сцене.